# Fluminicola virens
Fluminicola virens är en snäckart som först beskrevs av I. Lea 1838.  Fluminicola virens ingår i släktet Fluminicola och familjen tusensnäckor. Inga underarter finns listade i Catalogue of Life.